# Bryan Gil
Bryan Gil Salvatierra (* 11. února 2001 L'Hospitalet de Llobregat) je španělský profesionální fotbalista, který hraje na pozici křídelníka za anglický klub Tottenham Hotspur FC a za španělský národní tým.

## Klubová kariéra

### Sevilla
Narodil se v L'Hospitalet de Llobregat v provincii Barcelona v Katalánsku a se svou rodinou se jako dítě přestěhoval do města Barbate v Andalusii. V roce 2012 se Gil připojil k akademii Sevilly. V rezervním týmu debutoval dne 26. srpna 2018 v ligovém utkání proti UD Ibiza.
Gil vstřelil svůj první soutěžní gól 8. září 2018, když dal vyrovnávací branku při domácím vítězství 2:1 nad San Fernando CD. 12. prosince prodloužil svou smlouvu do roku 2022.
Gil debutoval v A-týmu 6. ledna 2019, když v nastavení druhého poločasu domácího ligového utkání proti Atléticu Madrid vystřídal Wissama Bena Yeddera. Ve své první sezóně v prvním týmu odehrál dalších deset utkání; 25. dubna skóroval na Estadio Ramón Sánchez Pizjuán v zápase proti Rayu Vallecano; stal se tak prvním hráčem narozeným v 21. století, který se prosadil ve španělské nejvyšší soutěži.
Dne 29. listopadu 2019 Gil vstřelil svůj první gól v evropských pohárech, a to v zápase Evropské ligy UEFA proti Qarabağu, který skončil vítězstvím Sevilly 2:0.

#### Leganés (hostování)
Dne 31. ledna 2020 odešel Gil na půlroční hostování do CD Leganés na zbytek sezony. Dne 19. července 2020 vstřelil Gil gól v utkání proti Realu Madrid v posledním kole sezóny.

#### Eibar (hostování)
Dne 5. října 2020 se Gil připojil spolu se svým spoluhráčem Alejandrem Pozem do Eibaru na roční hostování na sezónu 2020/21.

### Tottenham Hotspur
Na začátku sezóny 2021/22 přestoupil Gil do anglického klubu Tottenhamu Hotspur za částku okolo 25 miliónů euro v rámci výměnného obchodu; opačným směrem se stěhoval Argentinec Érik Lamela.

## Reprezentační kariéra
V březnu 2021 dostal Gil první pozvánku do španělské reprezentace na zápasy kvalifikace na Mistrovství světa 2022. Debutoval 25. března 2021 v zápase proti Řecku.

## Statistiky

### Klubové
K 22. květnu 2021
| Klub              | Sezóna  | Liga           | Liga   | Liga | Národní pohár | Národní pohár | Evropské poháry | Evropské poháry | Ostatní | Ostatní | Celkem | Celkem |
| Klub              | Sezóna  | Liga           | Zápasy | Góly | Zápasy        | Góly          | Zápasy          | Góly            | Zápasy  | Góly    | Zápasy | Góly   |
| ----------------- | ------- | -------------- | ------ | ---- | ------------- | ------------- | --------------- | --------------- | ------- | ------- | ------ | ------ |
| Sevilla           | 2018/19 | La Liga        | 11     | 1    | 2             | 0             | 0               | 0               | 0       | 0       | 13     | 1      |
| Sevilla           | 2019/20 | La Liga        | 2      | 0    | 1             | 0             | 4               | 1               | —       | —       | 7      | 1      |
| Sevilla           | 2020/21 | La Liga        | 1      | 0    | 0             | 0             | 0               | 0               | 0       | 0       | 1      | 0      |
| Sevilla           | Celkem  | Celkem         | 14     | 1    | 3             | 0             | 4               | 1               | 0       | 0       | 21     | 2      |
| Leganés (host.)   | 2019/20 | La Liga        | 12     | 1    | 0             | 0             | —               | —               | —       | —       | 12     | 1      |
| Eibar (host.)     | 2020/21 | La Liga        | 28     | 4    | 1             | 0             | —               | —               | —       | —       | 29     | 4      |
| Tottenham Hotspur | 2021/22 | Premier League | 0      | 0    | 0             | 0             | 0               | 0               | —       | —       | 0      | 0      |
| Tottenham Hotspur | Celkem  | Celkem         | 0      | 0    | 0             | 0             | 0               | 0               | —       | —       | 0      | 0      |
| Celkem            | Celkem  | Celkem         | 54     | 6    | 4             | 0             | 4               | 1               | 0       | 0       | 62     | 7      |

### Reprezentační
K 8. červnu 2021
| Španělsko | Španělsko | Španělsko |
| Rok       | Zápasy    | Góly      |
| --------- | --------- | --------- |
| 2021      | 3         | 0         |
| Celkem    | 3         | 0         |

## Ocenění

### Klubové

#### Sevilla
- Evropská liga UEFA: 2019/20

### Reprezentační

#### Španělsko U23
- Olympijské hry: 2020 (druhé místo)

#### Španělsko U19
- Mistrovství Evropy do 19 let: 2019